# 반지 원정대

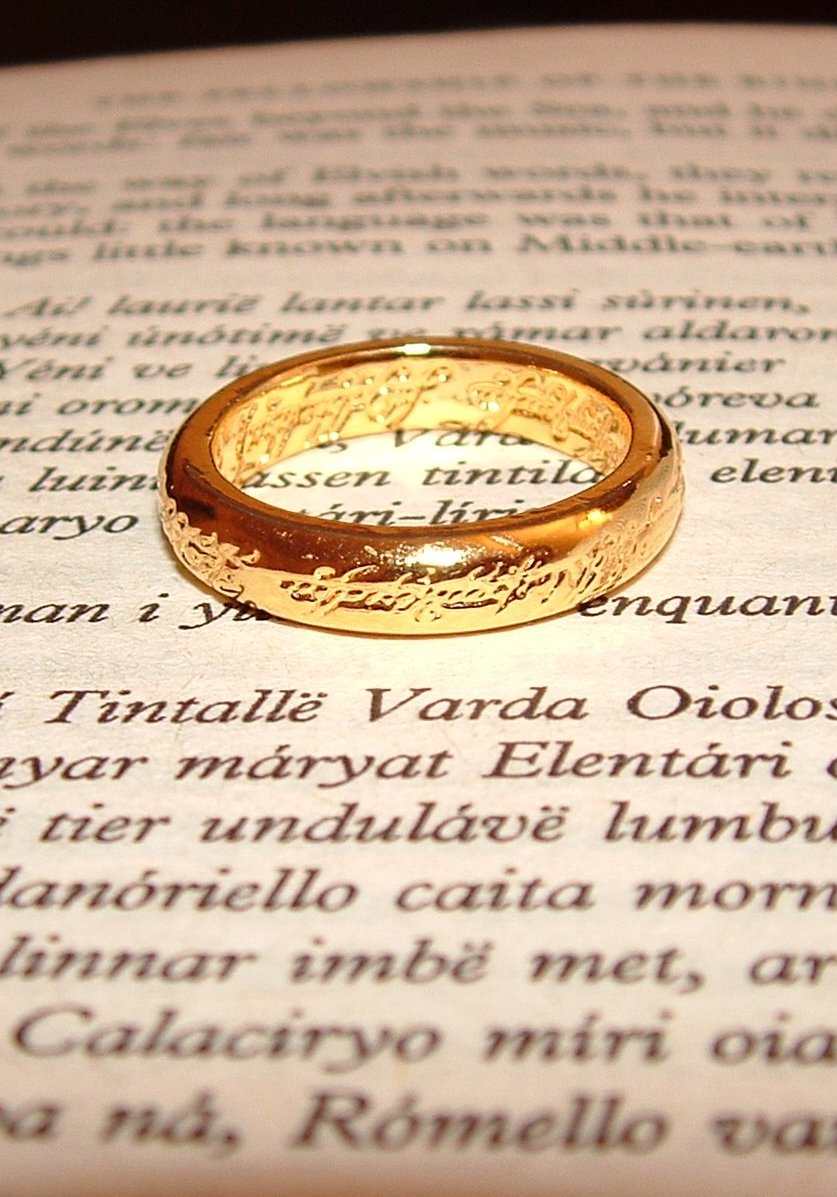

《반지 원정대》(The Fellowship of the Ring)는 영국의 작가 존 로널드 루엘 톨킨이 쓴 《반지의 제왕》 3권 중 제1권이다. 초판은 1954년 7월 29일 영국에서 두 권으로 출판되었다.

## 줄거리

### 제1권
책의 첫 장은 <호빗>의 어조에 이어 가벼운 기분으로 시작한다. 빌보 배긴스는 9월 22일, 그러니까 그가 입양한 조카 프로도 배긴스가 33살이 됨을 기념하는 그 날에 111번째 생일을 맞게 된다. 생일 잔치날, 빌보는 그가 '영원한 휴일'이라 부르는 휴식을 위하여 샤이어를 떠난다. 빌보는 마법의 반지의 사라지는 능력과, 마법사 간달프의 폭죽 및 펑 하는 연기를 이용해 불쑥 떠나게 되는데, 샤이어의 많은 이들은 그가 미쳤다고 믿는다. 그는 프로도에게 그의 집 백엔드를 포함하여 그의 소유물들과 함께 (간달프의 설득을 거쳐)반지를 남기게 된다. 간달프는 볼 일이 있다면서, 프로도에게 그 반지를 잘 간수하라 경고하며 떠난다.
17년이 지난 후에 간달프는 주기적으로 백엔드에 잠깐씩 들르곤 하였다. 어느 봄날 밤, 간달프가 와서 프로도에게 빌보의 반지에 얽힌 사연을 알려준다: 그것은 어둠의 군주 사우론이 만든 '절대반지'였다. 사우론은 그것을 가운데땅을 지배하기 위해 만들었지만, '최후의 동맹 전투'에서 그는 요정 왕 '길갈라드'와, 아르노르와 곤도르의 대왕 '엘렌딜'에게 패배하였다(비록 그 결과 그들은 죽음을 맞았지만). 엘렌딜의 아들 '이실두르'는 사우론의 손가락에 끼워진 반지를 잘라냈다. 사우론은 패배했지만 반지는 마땅히 파괴돼야 했으나 살아남았는데, 이는 이실두르가 간직했기 때문이었다. 이실두르는 '창포벌판의 전투' 직후 살해되었고, 반지는 큰강 '안두인' 속으로 사라져 버렸다. 수 천년이 지나 반지는 '데아골'이라는 호빗에게 발견되었다. 하지만 데아골은, 반지를 탐낸 친구 '스메아골'에게 죽임 당하였다. 스메아골은 반지를 수 백년간 간직했고, 반지의 영향력으로 인해 그는 '골룸'이라는 흉측한 괴물이 되어 버렸다. 반지는 <호빗>에서 이야기한 대로 빌보 배긴스에게 발견되었고, 빌보는 그것을 프로도에게 남긴 것이었다.
간달프는 어떻게 사우론이 다시 일어섰고 모르도르의 요새에 돌아왔는지, 그리고 그가 반지 수색을 위해 그의 힘을 모으고 있는지에 대해 말해 주었다. 간달프는 절대반지가 반지 소유자와 그 주변의 사람들에게 (오래 가지고 있었을 때)미치는 사악한 힘과 능력에 대해서도 알려 주었다. 간달프는 프로도에게 반지가 샤이어에서는 더 이상 안전하지 않음을 경고하였다. 그는 골룸이 모르도르로 갔고, 거기서 붙잡혀 고문당했을 때 사우론에게 "'샤이어에서 온 배긴스'가 반지를 갖고 있었다"는 것을 실토하였음을 알려주었다. 간달프는 프로도가 무사히, 반지가 사우론에게서 안전해지고 반지의 운명을 결정할 수 있는 요정들의 피난처인 '리븐델'에 무사히 당도할 수 있게 되기를 바랐다. 프로도의 정원사이자 친구인 '샘 와이즈 감지'는 그들의 대화를 엿듣다가 들키게 되었다. 프로도에게 충성하는 샘은 프로도를 따라 떠나는 것을 동의하였다.
여름이 되자 프로도는 표면상 그가 은퇴를 위해 샤이어에서 멀리 떨어진 곳으로 이사하는 것처럼 해서 백엔드의 집을 떠날 계획을 세웠다. 샘과 '페레그린 툭(피핀)', '메리아독 브랜디벅(메리)' 그리고 '프레데가 볼저(패티)'의 도움을 받아 계획을 실행에 옮기기 시작했지만 그는 아무에게도 반지에 대해서와 그가 샤이어를 떠날 것임을 말해주지 않았다. 한여름이 되자 간달프는 급한 용무 때문에 떠난다고 했지만, 프로도가 떠나기 전까진 돌아오겠다고 약조하였다.
프로도의 생일과 함께 샤이어를 떠날 날짜가 다가왔지만 간달프는 나타나지 않았고, 그래서 프로도는 간달프 없이 떠나기로 결심하였다. '검은 기사'가 프로도 무리를 쫓아왔다. 이들은 '나즈굴', 혹은 '반지악령', 곧 '어둠의 군주의 가장 무시무시한 하인들(아홉 반지를 통해 사우론이 타락시킨 인간들)'이었고, '배긴스'와 반지를 찾아다녔던 것이다. 기사들 중 하나는 프로도가 떠나기로 한 바로 그 밤에, 샘의 아버지 '가퍼'가 사는 집의 문 앞에 오기까지 했다. 요정들 몇과 농부 '매곳'의 도움을 받아 그 호빗들은 샤이어의 동부 국경에 있는 '크릭홀로'에 당도하였다. 거기서 메리와 피핀, 패티는 그들이 반지의 존재와 프로도의 계획을 알고 있음을 말했다. 메리, 피핀은 프로도, 샘과 함께 하기로 하였고, 패티는 미끼로서 뒤에 남기로 하였다.
나즈굴을 따돌렸기를 바라며 호빗들은 '묵은 숲'으로 들어갔다. 거기서 그들은 '버드나무 영감' 밑에서 잠을 잤고, 깨어나서 그 나무의 뿌리가 그들을 옥죄려 한다는 것을 알게 되었는데, 다행히 '톰 봄바딜'이 도와주러 왔다. 그들은 후에 '배로우 다운즈'의 고분악령 하나에 붙잡혔지만, 또 다시 톰의 도움으로 탈출하였다. 그들은 마침내 '브리' 마을에 도착하였고, 거기서 방랑자 '아라곤'을 만나게 되었는데, 그는 간달프의 친구였고 호빗들을 리븐델로 안내하는 역할을 맡게 되었다.
감시탑(웨더톱)의 언덕에서 나즈굴 다섯이 이들을 공격했고, 나즈굴 대장은 프로도의 어깨를 저주받은 검으로 찔렀는데 횃불을 든 아라고른이 나타나 나즈굴을 내쫓았다. 칼날의 일부가 상처 안에 남아서 그들이 리븐델로 가는 내내 프로도를 아프게 하였다. 아라고른은 프로도가 빨리 치료받지 못으면 유령이 되고 말 것이라 경고하였다. 이들은 목적지 근처에서 리븐델에서 온 요정 군주 '글로르핀델'을 만났고, 그는 그들을 도와 리븐델 근처의 '브뤼넨 강'으로 인도하였다. 하지만 이제 아홉 전부가 모인 나즈굴들이 브뤼넨여울에서 무리를 습격했다. 글로르핀델의 말은 추격자들을 앞질렀고, 프로도를 여울 너머로 데려갔다. 나즈굴이 글로르핀델을 따라오려 할 때 리븐델의 군주 '엘론드'의 명령에 따라 나타난 거대한 물결이 그들을 휩쓸어 가버렸다.

### 제2권
책 제2권의 이야기는 리븐델에 있는 엘론드의 집에서부터 시작된다. 엘론드는 프로도를 치료해줬고, 프로도는 이 곳에 빌보가 거하고 있음을 알게 되었다. 빌보는 반지를 다시 보여달라 요청했지만 프로도는 반지의 힘 때문에 망설여졌고, 빌보도 이를 이해하게 되었다. 프로도는 또한 흥미로운 인물들을 많이 만났는데, '외로운 산'으로의 여정에서 빌보와 동행했던 난쟁이들 가운데 하나인 글로인을 포함하여 '어둠숲'의 요정왕자 레골라스 등이었다. 프로도는 발린, 오리, 오인 같은 난쟁이들의 소식이 얼마간 들려오지 않았음에 대해서도 듣게 되었다.
엘론드는 '엘론드의 회의'를 열었고, 그곳에는 간달프, 빌보, 프로도, 아라고른과 곤도르의 섭정인 '데네소르'의 아들 '보로미르'도 참석하였다. 글로인은 발린이 모리아의 오래된 난쟁이 왕국을 되찾으러 떠났지만 수 년동안 그에 대한 소식을 듣지 못하였다고 설명하였다. 게다가 글로인은 나즈굴의 무리가 '데일'과 외로운 산으로 빌보와 반지의 행방을 찾으러 왔음도 밝혔다. 그러자 레골라스는 골룸이 탈출하였고, 반지를 찾으러 다닌다고 말하였다. 보로미르는 일어서서 자신과 자신의 동생 '파라미르'가 동시에 꾼 꿈을 연관지어 말하길, "부러진 검"과 "이실두르의 재앙"을 리븐델에서 찾으라는 말을 들었다 하였다. 엘론드는 프로도에게 반지를 내어 놓으라 하였고 과연 그것은 "이실두르의 재앙"으로 밝혀졌다.
간달프는 가운데땅의 모든 마법사들의 우두머리인 마법사 '사루만'이 있는 '아이센가드'로 도움과 조언을 구하러 갔었다고 하였다. 하지만 사루만이 그를 대적하였고, 반지를 그 자신을 위하여 원하였다고 한다. 사루만은 간달프를 '오르상크' 탑에 가두었는데, 이는 간달프가 반지의 행방을 알고 있을 거라는 추측 때문이었다. 하지만 간달프는 이에 굴복하지 않았고 가까스로 오르상크에서 탈출하였다고 하였다. 그는 사루만이 아직 사우론을 섬기지는 않으며, 자신만의 오르크 병력을 소집하고 있다고 하였다.
엘론드의 회의가 결론에 이르렀고, 절대반지를 모르도르의 '운명의 산'의 불 속으로 던져 그것을 파괴하고 사우론의 힘도 끝장내자는 계획이 나왔다. 보로미르는 이를 거절하였고, 오히려 반지를 이용하여 사우론을 이기고 곤도르를 해방시켜야 된다고 주장했지만 엘론드가 말하길, 반지는 그 자체에 들어있는 악의와 최선의 의도를 가진 자조차 타락시키는 힘 때문에 선의로 이용될 수 없다고 하였다. 프로도는 이 위험한 임무를 떠맡기로 하였고, '반지운반자'로 선발되었다.
프로도는 8명의 동반자들(아라고른, 보로미르, 레골라스, 간달프, 김리, 샘, 메리, 피핀)과 함께 리븐델을 떠났다. 이 9명('반지원정대')은 가운데땅의 모든 자유민들을 대표하고 나즈굴 9명에 대해 균형을 맞추도록 선발된 것이었다. 이들은 조랑말 포니를 데려갔는데, 이것은 아라고른과 호빗들이 짐을 실을 말로서 브리에서 얻은 것이었다.
원정대는 폭설로 뒤덮인 안개산맥을 넘어가려고 했는데, 반지를 수색하려고 산맥의 서부로 이주해 온 와르그 떼의 공격을 받게 되었다. 따라서 이들은 어쩔 수 없이 산 아래로 난 경로(고대 난쟁이들의 왕국인 모리아 광산을 통과하는 길)를 택하였다. 거기서 원정대는 발린, 오리, 오인이 오르크에 의해 살해당했음을 보았고, 모리아를 탈환하려는 그들의 시도가 좌절되었음을 알게 되었다. 난쟁이들을 공격한 동일한 오르크들이 여행자들을 공격하였고, 전투가 벌어지는 동안 간달프는 고대의 불과 그림자의 악마 '모르고스의 발록'과 마주쳤다. 간달프는 발록을 상대했지만 둘 다 심연으로 추락하였다.
남은 8명의 대원들은 모리아를 빠져나왔고, '로스로리엔'의 요정 피난처로 향했다. 그곳에서 그들은 숲을 다스리는 켈레보른과 갈라드리엘로부터 선물을 받았는데, 후에 그것들은 아주 유용하다는 것이 밝혀진다.
로스로리엔을 떠난 원정대는 안두인 대하를 따라 내려가다가 '아몬 헨'에 도착하였다. 그곳에서 프로도는 원정대의 장래를 결정하려고 하였다. 보로미르는 반지의 타락시키는 영향력에 굴복되어 반지를 차지하려 하였고, 프로도는 반지를 보로미르에게서 달아나려고 이용하고 말았다. 나머지 대원들이 프로도를 찾으러 흩어지자 프로도는 원정대가 해체되어야 하며, 다른 사람들이 반지의 영향력에 지배당하는 것을 막기 위해 그 혼자서 조용히 모르도르로 가야 한다고 생각하였다. 하지만 샘이 따라가겠다고 고집하였고, 그들은 함께 모르도르로 떠났다. 이렇게 원정대는 해체되었다.

## 같이 보기
- 소설 반지의 제왕 시리즈 전체 설명 : 반지의 제왕
- 반지의 제왕: 반지 원정대 (2001년 실사 영화)

## 책 찾기
- 톨킨, J. R. R. (2007년 5월 28일) [1954].  김번 김보원 이미애, 편집. 《반지의 제왕 1_ 반지원정대》. 서울: 씨앗을뿌리는사람. ISBN 8-95-637181-4.